# Geoff Bullock
Geoff Bullock (1956) is een christelijke muzikant en singer-songwriter uit Australië.
Bullock was aanvankelijk cameraman bij de ABC, tot hij een overstap maakte en fulltime muzikant werd. Hij was in 1987 oprichter van Hillsongs Music Australia, tot 1995 was hij aanbiddingspastor van de Hillsongkerk in Sydney (New South Wales). Hij werd hierin opgevolgd door Darlene Zschech.
Hij schreef liederen als The Power Of Your Love, This Kingdom en Just let me Say. Een aantal van zijn nummers is in het Nederlands vertaald voor de muziekbundel Opwekkingsliederen, die jaarlijks wordt uitgegeven door de Stichting Opwekking. Naast muziek schreef Bullock twee boeken: Hands of Grace (1998) en Power of Your Love: Jesus the unexpected God. (2000).

## Discografie
- Now Is the Time (1995)
- Unfailling Love (1997)
- You Rescued Me. The first ten years anthology 1987-1997 (1997)
- A Symphony of Hope (1998), met het Prague Philharmonic Orchestra
- Seeds of Hope (1999)
- Deeper And Deeper (2000)
- A Symphony of Hope 2. The heart of worship (2001), met het Prague Philharmonic Orchestra
- Geoff Bullock (2008)